# Козлов Іван Кузьмич
Іван Кузьмич Козлов (5 грудня 1910, с. Червоне Плещеницького району Мінської області — 12 жовтня 1969) — білоруський партійний і державний діяч.

## Біографія
Закінчив Комвуз імені Леніна (1933), робітфак БДУ (1935), ВПШ при ЦК ВКП(б) (1948). Член КПРС з 1931 року.
В 1929—1930 роках діловод нарсуду Плещеницького району. У 1930 р. керівник справ Плещеницького РК КП(б)б. 
З 1931 року заступник завідувача відділу масової роботи редакції газети «Червона зміна». 
У 1932—1934 роках секретар Глуського РК ЛКСМБ, В 1934—1936 роках інспектор Наркомосвіти Білорусі.
З лютого 1936 року завідувач відділом палітнавчання Сталінського РК ЛКСМБ (м. Мінськ). 
В 1937—1939 роках інспектор з обліку та планування Інституту фізкультури м. Мінська. 
У 1939—1940 роках інструктор оргінструкторського відділу, заступник завідувача, завідувач відділом пропаганди і агітації Кагановицького РК КП(б)б м. Мінська. З березня 1940 року-інструктор відділу пропаганди і агітації ЦК КП(б)Б. 
У листопаді 1941 року направлений в Омську область, де обіймав посаду начальника політвідділу Крутинської МТС, а потім заступника начальника політсектору Омської області. 
У 1943—1945 роках завідувач сектору друку відділу пропаганди і агітації ЦК КП(б)Б; в 1945—1948 роках лектор ЦК КП(б)Б; в 1948—1950 роках завідувач сектору агітаційно-масової та культурно-освітньої роботи відділу пропаганди і агітації ЦК КП(б)Б; в 1950—1951 роках заступник начальника політсектору Міністерства сільського господарства і заготівель. 
З 1951 року обіймав посаду заступника міністра сільського господарства БРСР; у 1953 році начальник Головного управління радіоінформації Міністерства культури БРСР; з грудня 1953 року перший секретар Мстиславського РК КПБ; в 1956—1958 роках заступник завідувача відділу партійних органів ЦК КПБ. 
З червня 1958 року голова президії Білоруського товариства дружби і культурного зв'язку із зарубіжними країнами.
З березня 1961 року — керуючий справами Ради Міністрів БРСР. 
Депутат Верховної Ради БРСР (1955—1969). Член Ревізійної комісії КПБ.